# Liudolf (Schwaben)
Liudolf (* um 930 wohl in Magdeburg; † 6. September 957 in Pombia, Lago Maggiore) aus dem Geschlecht der Liudolfinger war der älteste eheliche Sohn des ostfränkischen Königs Otto I. und von ungefähr Februar 950 bis 954 Herzog von Schwaben. Der nach ihm bezeichnete Liudolfinische Aufstand zwischen  März/April 953 und 954 (endgültig 17. Dezember auf dem Reichstag zu Arnstadt) stürzte das Ostfrankenreich in eine existenzbedrohende Krise.

## Leben
Liudolf war der älteste Sohn des sächsischen Herzogs und ostfränkischen Königs Otto des Großen und Edgithas von England. Als ältester, ehelich geborener Sohn Ottos war Liudolf erster Anwärter auf dessen Nachfolge und erhielt eine sorgfältige Erziehung: Roswitha von Gandersheim beschrieb ihn als „sanftmütig, milde und demütig, klug und überaus weise“, wobei dies allerdings zeittypische Attribute für Herrschertugenden sind.
In den politischen Planungen Ottos spielte Liudolf schon früh eine Rolle: Bereits 939 verlobte er ihn mit Ida (Ita), dem einzigen Kind des Schwabenherzogs und treuen Gefolgsmanns Ottos Hermann und dessen Gemahlin Regelinda. Aufgrund ihrer familiären Situation war Ida die Erbin Hermanns, der nicht nur in Schwaben, sondern auch im Wesergebiet und im Lahngau begütert war. Über diesen reichen Besitz würde Liudolf als Ehemann Idas nach Hermanns Tod verfügen. Schwaben, in dem die Herrschaft der ostfränkischen Könige weniger gefestigt war als in Franken oder Sachsen, sollte damit zu den Kernlanden des Reiches gehören.
Die Ehe Liudolfs mit Ida wurde um die Jahreswende 947/948 geschlossen und auf einem Umritt durch das Reich bekanntgemacht. Wenig später, am 10. Dezember 949, starb Hermann von Schwaben, und Liudolf trat als Erbe in dessen Herzogtum, Besitz und politische Beziehungen ein. Liudolf war nun Herzog und designierter Erbe seines Vaters. Da Königin Edgitha 946 verstorben war und Otto noch nicht wieder geheiratet hatte, war Ida die vornehmste Frau im Reich.
Im November 950 starb überraschend König Lothar II. von Italien. Berengar von Ivrea bemächtigte sich der Krone und inhaftierte die Witwe Lothars, Adelheid, eine entfernte Verwandte der Liudolfinger und Schwester des mit Otto I. befreundeten Königs von Burgund. Berengar wollte verhindern, dass Adelheid durch eine neue Heirat ihren neuen Gemahl zum Erben Lothars machte. Liudolfs Vater Otto, seit Jahren Witwer, hatte genug Gründe, Adelheid zu Hilfe zu eilen. Es wird vermutet, dass er daher einen Italienzug plante.
Im Frühsommer 951, also noch vor seinem Vater, zog Liudolf, anscheinend ohne Wissen Ottos I., mit einem Heer von Schwaben nach Oberitalien. Als Grund für diesen eigenmächtigen Heerzug werden unterschiedliche Motive vermutet. Adelheid war über ihre Mutter Berta, eine Halbschwester von Liudolfs Ehefrau Ida, deren Nichte und somit eine Verwandte der schwäbischen Herzogsfamilie, deren Haupt Liudolf durch die Ehe mit Ida geworden war. Liudolf mag sich, auch durch Intervention der Verwandten Adelheids, verpflichtet gefühlt haben, in dieser Angelegenheit tätig zu werden. Liudolfs Italienzug scheiterte jedoch am politischen Widerstand seiner eigenen Verwandtschaft. Norditalien war seit Jahrzehnten Interessengebiet der bayerischen Herzöge, und Liudolfs Onkel, Herzog Heinrich von Bayern, intrigierte bei italienischen Adeligen gegen ihn, so dass Liudolf von dieser Seite keine Unterstützung erhielt und seinem mittlerweile heranrückenden Vater entgegeneilen musste. Diese Vorkommnisse bereiteten den Boden für Liudolfs späteren Aufstand.
Herzog Heinrich hatte erst nach mehreren Aufständen gegen Otto I. von diesem einen eigenen Anteil an der Macht erhalten, war inzwischen jedoch zu einem der engsten Ratgeber Ottos aufgestiegen. Liudolf befürchtete, von Heinrich aus der Nähe des Königs verdrängt zu werden; er nutzte das Weihnachtsfest 951 zu einer provokanten Zurschaustellung seines Anspruchs auf das Mitregententum, indem er es, wie bereits Heinrich ein Jahrzehnt zuvor aus dem gleichen Grund, mit königlichem Prunk in der Pfalz Saalfeld feierte. Königliches Zeremoniell stand allein dem König zu und Liudolf unterstrich mit seinem Verhalten den Anspruch auf seinen königlichen Rang und die Nachfolge. Liudolfs wichtigster Vertrauter und späterer Mitverschworener wurde sein Schwager Konrad der Rote, den Otto brüskiert hatte, als er im Frühjahr 952 einen mit Berengar II. in seinem Namen ausgehandelten Vertrag ablehnte. Ein wichtiges Motiv Liudolfs könnte auch gewesen sein, dass sein Vater inzwischen Adelheid von Italien geheiratet hatte, die 952/953 einen Sohn zur Welt brachte, der ein potenzieller Rivale Liudolfs in der Erbfolge werden könnte. Insgesamt sah Liudolf wohl seinen Einfluss am Hof durch die starke Position Heinrichs und nun auch Adelheids schwinden.

## Liudolfinischer Aufstand
Militärisch brach der Aufstand erst im Juli 953 mit der Belagerung der von Liudolf besetzten Stadt Mainz aus. Bereits vor dem Osterfest wurden die Vorbereitungen zum Aufstand offensichtlich, als Otto die Pfalz Ingelheim nicht entsprechend vorbereitet vorfand. Als er nach Mainz weiterzog, empfing ihn Erzbischof Friedrich nur widerwillig. Liudolf und Konrad versicherten Otto, dass ihre Maßnahmen sich gegen Heinrich und nicht gegen den König richteten. Einen von Friedrich ausgehandelten Vertrag, dessen Inhalt nicht überliefert ist, widerrief Otto jedoch wenig später in Dortmund, da er nach seinem Herrschaftsverständnis aus der Schar der Fürsten herausragte und diese daher keine Verträge mit ihm als Gleichrangige schließen konnten. Es wird vermutet, dass die Bestimmungen den Einfluss Heinrichs am Hofe beschneiden sollten. Anschließend belagerte Otto Liudolf und Konrad zwei Monate in Mainz. Der Aufstand weitete sich während dieser Zeit aus: Die Bayern, an der Spitze die luitpoldingischen Verwandten von Heinrichs Frau unter der Führung ihres Bruders, des bayerischen Pfalzgrafen Arnulf II., rebellierten gegen den als Landfremden unbeliebten Heinrich. Diese veränderte Lage führte zu neuen Verhandlungen, in denen Liudolf und Konrad betonten, nicht gegen den König zu stehen, sondern nur gegen den Einfluss Heinrichs. Otto hingegen war zwar bereit, seinem Sohn und seinem Schwiegersohn zu verzeihen, verlangte aber die Herausgabe der Mitverschwörer, was die Verhandlungen zum Scheitern brachte.
In der folgenden Nacht verließ Liudolf Mainz, wobei sich ihm die Bayern in Ottos Aufgebot anschlossen, und zog in die wichtige bayerische Residenz Regensburg. Die Lage wurde für Otto kritisch, da von den fünf Herzogtümern des Reiches nur noch Franken geschlossen hinter ihm stand. Ende 953 musste Otto schließlich die Belagerung Liudolfs in Regensburg abbrechen.
954 begann der Liudolfinische Aufstand zu scheitern. Konrad der Rote traf mit Ottos Bruder Brun in Lotharingien zusammen, der ihn davon überzeugen konnte, dass sich der Aufstand gegen den König („contra regem“) richtete und der Verlust Lotharingiens drohte. Zudem errang Bischof Ulrich von Augsburg, der auf Seiten Ottos stand, einen militärischen Sieg über die Luitpoldinger.
Endgültig scheiterte der Aufstand durch den Einfall der Ungarn. Beide Seiten des Aufstandes beschuldigten sich gegenseitig, die plündernden und brandschatzenden Feinde ins Land gerufen zu haben. Liudolf kaufte Bayern durch Geschenke von Plünderungen frei, während Konrad den Ungarn Führer stellte, die diese durch Lotharingien ins Westfrankenreich leiteten. Ihre Anhänger rückten daraufhin von ihnen ab, da der Verdacht aufkam, sie haben mit den Feinden paktiert. Welche Partei des Aufstandes die Ungarn tatsächlich gerufen hatte oder ob diese die Schwäche des Reiches von selbst zum Einfall genutzt hatten, ist umstritten und wohl nicht mehr zu klären. In erster Linie gerieten die Luitpoldinger in Verdacht, da sie in der Vergangenheit freundschaftliche Kontakte zu den Ungarn gepflegt hatten. Das Abfallen ihrer Anhänger zwang Liudolf und Konrad an den Verhandlungstisch. Die Beteiligten, Liudolf, nun ohne Rückhalt, der schwankende Konrad und Bischof Friedrich von Mainz, der sich beim Ausbruch der Kämpfe aus dem Lager der Aufständischen zurückgezogen hatte, trafen am 16. Juni 954 in Langenzenn auf König Otto I. und Herzog Heinrich von Bayern.
Diesmal verzichtete Otto auf die Forderung, dass die Aufständischen ihre Mitverschwörer ausliefern sollten; damit löste er Konrad und Friedrich aus Liudolfs Lager. Liudolf und Konrad warfen sich gegenseitig vor, die Ungarn gerufen zu haben. Liudolf brach die Verhandlungen ab. Nun völlig isoliert, flüchtete er zurück nach Regensburg, wo ihn Heinrich mehrere Monate belagerte und ihm schließlich die Stadt über dem Kopf anzündete. Am 22. Juli 954 fiel Pfalzgraf Arnulf im Kampf mit einem von Markgraf Gero befehligten Heer vor Regensburg. Liudolf gelang es, zu entkommen und nach Suveldun (heutiger Ortsteil Thangelstedt der Stadt Blankenhain) zu gelangen, wo sich Otto zur Jagd aufhielt. Dort warf sich Liudolf, um Verzeihung bittend, seinem Vater zu Füßen, und Otto nahm seinen Sohn wieder in Gnaden auf. Damit war der Liudolfinische Aufstand beendet. Als politische Folge verloren Liudolf und Konrad der Rote ihre Herzogtümer, durften aber ihre Allodien behalten.
Liudolf erscheint nach dem Ende seines Aufstands eine Zeit lang nicht mehr in den Quellen. An der Schlacht auf dem Lechfeld nahm er nicht teil; wahrscheinlich kämpfte er in Sachsen gegen zeitgleich mit den Ungarn einfallende Slawen. Am 16. Oktober 955 siegte er an der Seite seines Vaters und Geros in der Schlacht an der Raxa gegen eine antisächsische Koalition aus Abodriten, Wilzen, Tollensanen und Zirzipanen unter dem Fürsten Stoignew. Den Ausgleich zwischen Liudolf und Otto I. hatte vermutlich Brun herbeigeführt. Liudolf war als erwachsener Sohn Ottos, der selbst bereits Nachkommen hatte, für den Fortbestand der Dynastie wichtig, da die Söhne Ottos mit Adelheid noch nicht in einem Alter waren, in dem man davon ausgehen konnte, dass sie erwachsen werden würden. Den Ausgleich förderte auch, dass Liudolfs Widersacher Heinrich von Bayern 955 gestorben war. 956 erhielt Liudolf von Otto den Auftrag, die Interessen Ottos in Italien zu wahren, wo Berengar von Ivrea vertragsbrüchig geworden war. Liudolf zog mit einem Heer über die Alpen und erhielt schnell lokale Unterstützung, Berengar wich nach Süden aus. Welche Pläne Otto mit der Entsendung Liudolfs verfolgte, bleibt unklar, da Liudolf nach etwa einem Jahr in Italien überraschend an einem Fieber starb. Möglich ist, dass Liudolf der Politik im Kern des Ostfrankenreiches ferngehalten werden sollte, aber auch, dass Otto, ähnlich wie bei Heinrich von Bayern, nach dessen Aufständen dem in Gnade wieder aufgenommenen Familienmitglied einen eigenen Machtbereich einräumen wollte. Aufgrund der familiären Ansprüche Liudolfs auf die italienische Krone wird sogar erwogen, dass für Liudolf ein Teilkönigtum geplant war.
Liudolfs Leichnam wurde in den deutschen Reichsteil überführt. Bestattet wurde er vermutlich im Stift St. Alban vor Mainz, möglicherweise aber auch im von ihm gegründeten Stift St. Peter und Alexander in Aschaffenburg.

## Ehe und Nachkommen

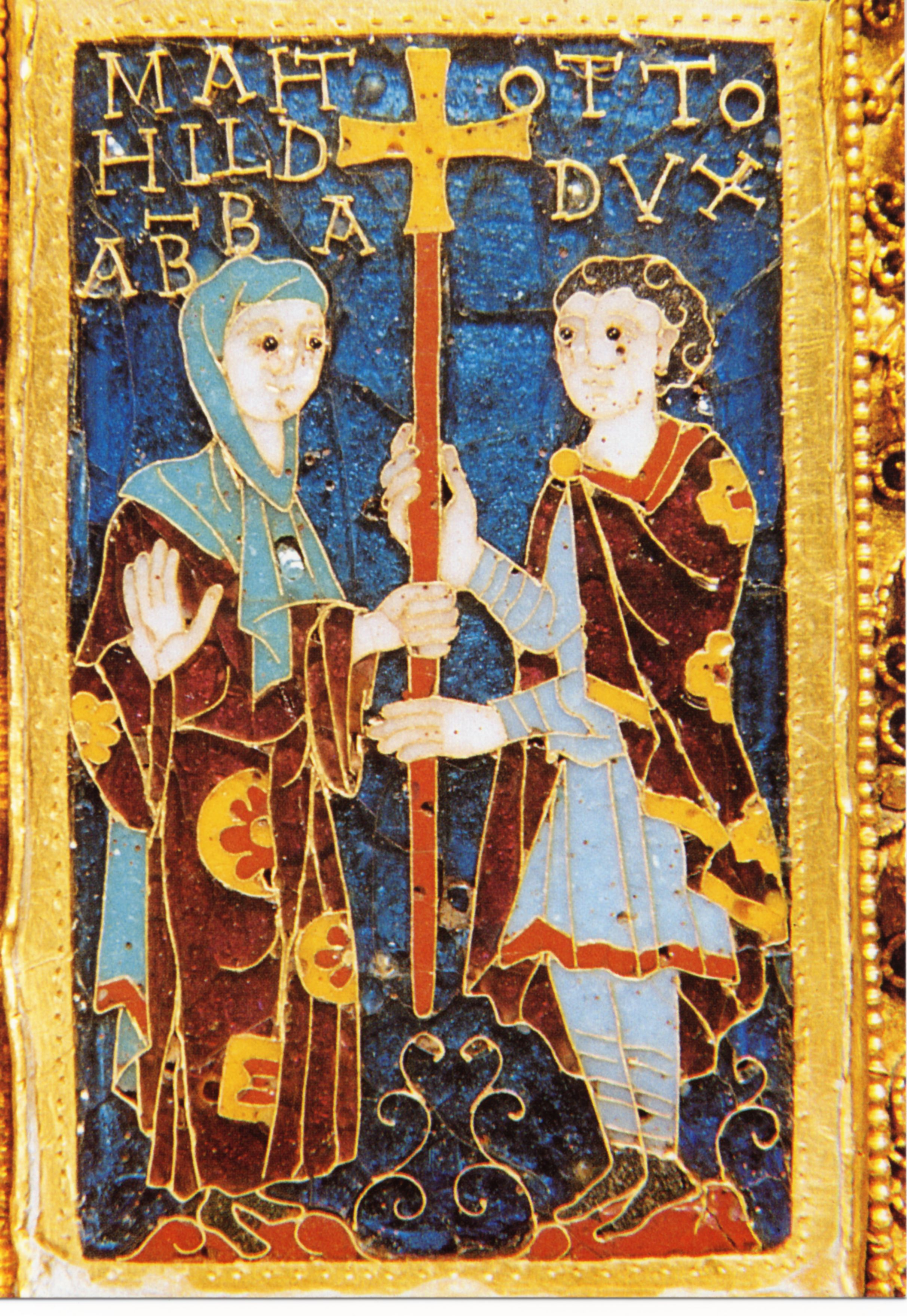
Liudolfs Kinder Otto und Mathilde, Email auf dem Essener Otto-Mathilden-Kreuz

Liudolf war seit 947 mit Ida (Ita), Tochter Herzogs Hermann I. von Schwaben, verheiratet, die ihm zwei Kinder gebar, die dem Paar quellenmäßig zugeordnet werden können:
- Otto I. von Schwaben und Bayern (* 954; † 31. Oktober 982), 973 Herzog von Schwaben, 980 Herzog von Bayern
- Mathilde (* 949; † 5. November 1011), ab 971 Äbtissin des Stiftes Essen, erbte die Allodialgüter Liudolfs wie auch Idas, mit denen sie ihr Frauenstift prächtig ausstatten ließ. Mit ihrem Tod im Jahre 1011 starb die schwäbische Linie der Liudolfinger vermutlich aus.

In der Forschung werden die Existenz und die Lebensdaten einer weiteren Tochter kontrovers diskutiert, die nach Wolf den Namen Richlind trug, mit Kuno von Öhningen verheiratet war, der 982 als Konrad I. der Nachfolger Ottos I. in Schwaben wurde und die genealogische Verbindung zwischen den Ottonen und den Konradinern darstellt.
Ida überlebte ihren Mann um 30 Jahre und starb am 17. Mai 986.

## Nachleben
Der vergebliche und tragische Aufstand Liudolfs gegen seinen Vater blieb in Erinnerung und fand, vermischt mit dem Geschehen um Ernst II. von Schwaben, in Form des Herzog Ernst Einzug in die mittelalterliche Spielmannsdichtung.